# Ramsau (Reichertsheim)
Das Pfarrdorf Ramsau ist ein Gemeindeteil der Gemeinde Reichertsheim im oberbayerischen Landkreis Mühldorf am Inn.

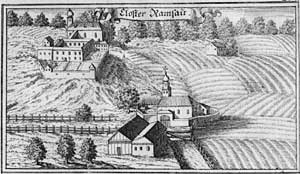
Stich des Klosters aus dem Churbaierischen Atlas des Anton Wilhelm Ertl 1687

## Geschichte
Das Kloster im Ort wurde 1412 durch Jörg von Frauenberg, den Besitzer der Herrschaft Haag gegründet. Die heutige Katholische Pfarrkirche wurde 1628/29 als Loretokapelle erbaut, eine lange Zeit viel besuchte Wallfahrtsstätte. Der Komponist Theodor Grünberger (1756–1820) schuf als Mönch im Kloster Ramsau einen Großteil seiner bedeutendsten Werke. Das Kloster wurde 1802 im Zuge der Säkularisation aufgelöst. Die Klostergebäude kamen zunächst in Privatbesitz. Im Zuge der Gemeindebildung in Bayern nach dem Zweiten Gemeindeedikt kam Ramsau zur Gemeinde Reichertsheim. 1899 errichteten Franziskanerinnen in den Gebäuden ein Waisenhaus (Kinderheim St. Joseph). Seit 1996 sind im Kloster Wohngemeinschaften mit 40 Wohnplätzen für geistig Behinderte untergebracht (Stiftung Ecksberg).

## Baudenkmal
Der Südflügel des Klosters Ramsau ist erhalten, ein dreigeschossiger barocker Walmdachtrakt, im Kern 1731, modernisiert und erweitert.